# Патиала
Патиа́ла (в.-пандж. ਪਟਿਆਲਾ, хинди पटियाला, англ. Patiala) — город на крайнем востоке индийского штата Пенджаб. Административный центр округа Патиала.

## История
С 1948 по 1956 годы Патиала была столицей индийского штата Патиала и союз государств восточного Пенджаба.

## География
Расположен в 67 км к юго-западу от Чандигарха, в 93 км к юго-востоку от Лудхианы, в 155 км к юго-востоку от Джаландхара и в 233 км к северо-западу от Дели (по дорогам), на высоте 249 м над уровнем моря.

## Население
По данным переписи 2001 года население города насчитывало 302 870 человек. Доля мужчин — 54 %, женщин — 46 %. Уровень грамотности — 76,7 %, что значительно выше среднего по стране показателя. Доля детей в возрасте до 6 лет — 10 %. Согласно данным переписи 2011 года, население Патиалы составляет 445 196 человек.

## Транспорт
Через город проходят национальные шоссе № 1 и № 64. Имеется железнодорожное сообщение. Ближайший аэропорт, принимающий местные рейсы находится в Чандигархе.

## Известные уроженцы
- Ракеш Шарма — первый индийский космонавт[4][5]